# المپیا دوبروولسکا
المپیا دوبروولسکا (انگلیسی: Olimpia Dobrovolska; ۳۱ ژوئیهٔ ۱۸۹۵ – ۲ فوریهٔ ۱۹۹۰) بازیگر، کارگردان نمایش اهل اوکراین بود.